# Amata marsdeni
Amata marsdeni là một loài bướm đêm thuộc phân họ Arctiinae, họ Erebidae.